# Candamarán
Candamarán,
es una isla situada en Filipinas que forma parte del  grupo de Balábac adyacente a la isla de Paragua.
Administrativamente forma parte del barrio de Salang   del municipio filipino de Balábac  de tercera categoría perteneciente a la provincia  de Paragua en  Mimaro,  Región IV-B de Filipinas.

## Geografía
Isla situada en el estrecho del Norte de Balábac,  al sur de la isla de Canabungán, de la que dista cuatro kilómetros, y al este de la  de Caxisigán (Matangala Island),  pertenecientes al barrio de  Salang, situado en la parte norte de la isla de Balábac.
La isla tiene una extensión superficial de aproximadamente 2 km², 2.600 metros de largo, en dirección norte-sur, y unos 1.100 metros en su parte más ancha.
Dista 2.000 metros de Balábac, 4.500  de Canabungán y 1.870 de Matangala.

## Historia
Balábac formaba parte de la provincia española de  Calamianes, una de las 35 del archipiélago Filipino, en la parte llamada de Visayas. Pertenecía a la audiencia territorial  y Capitanía General de Filipinas, y en lo espiritual a la diócesis de Cebú.
De la provincia de Calamianes se segrega la Comandancia Militar del Príncipe, con su capital en Príncipe Alfonso, en honor del que luego sería el rey Alfonso XII, nacido en 1857.